# مقاطعة بيرغن (نيو جيرسي)
مقاطعة بيرغن (بالإنجليزية: Bergen County, New Jersey)‏ هي إحدى مقاطعات ولاية نيو جيرسي في الولايات المتحدة. ، وتبلغ مساحتها 638.875 كم2، بلغ عدد سكانها 905116 نسمة في عام 2010 حسب إحصاء مكتب تعداد الولايات المتحدة وتصل الكثافة السكانية فيها 1512.3 نسمة/كم2.

## أعلام
- جيمي دونيلي
- روبرت باكر
- روجر كورتيس غرين
- هوارد كورك
- غاري يوست

## وصلات خارجية
- United States Counties

‌